# Goesdorf
Goesdorf é uma comuna do Luxemburgo, pertence ao distrito de Diekirch e ao cantão de Wiltz.

## Demografia
Dados do censo de 15 de fevereiro de 2001:
- população total: 1.025
  - homens: 533
  - mulheres: 492
- densidade: 34,85 hab./km²
- distribuição por nacionalidade:

| Nacionalidade  | População | %      |
| -------------- | --------- | ------ |
| luxemburgueses | 884       | 86,24% |
| estrangeiros   | 141       | 13,76% |
| - portugueses  | 15        | 1,46%  |
| - franceses    | 12        | 1,17%  |
| - italianos    | 3         | 0,29%  |
| - belgas       | 38        | 3,71%  |
| - alemães      | 15        | 1,46%  |
| - iuguslavos   | 28        | 2,73%  |
| - outros       | 30        | 2,93%  |

- Crescimento populacional:

| Ano        | População |
| ---------- | --------- |
| 15/02/2001 | 1.025     |
| 01/01/2002 | 1.026     |
| 01/01/2003 | 1.079     |
| 01/01/2004 | 1.102     |
| 01/01/2005 | 1.114     |